# Clubiona kropfi
Espèce
Clubiona kropfi est une espèce d'araignées aranéomorphes de la famille des Clubionidae.

## Distribution
Cette espèce est endémique du Hebei en Chine,.

## Description
Les mâles mesurent de 4,26 à 4,58 mm et les femelles de 4,73 à 4,98 mm.

## Étymologie
Cette espèce est nommée en l'honneur de Christian Kropf.

## Publication originale
- Zhang, Zhu & Song, 2003 : Two new species of the genus Clubiona from China (Araneae, Clubionidae). Acta Zootaxonomica Sinica, vol. 28, no 4, p. 634-636.